# Thetidia confluens
Thetidia confluens är en fjärilsart som beskrevs av Schleppnik 1933. Thetidia confluens ingår i släktet Thetidia och familjen mätare. Inga underarter finns listade i Catalogue of Life.